# 日満議定書
日満議定書（にちまんぎていしょ）は、1932年9月15日に大日本帝国と満洲国の間で調印された議定書（条約）である。
全権は、日本側が武藤信義陸軍大将（関東軍司令官）、満洲国側は鄭孝胥国務総理。満洲国首都新京の執政府において、両人が午前9時10分、署名・調印を完了した。
関東軍は前年9月18日に開始した軍事行動により、中華民国東北部の満洲全域を制圧（満州事変）。1932年3月1日に建国させた満洲国に対して、日本政府は、この議定書を以て国家の承認を行なった。議定書では満洲国における日本軍の駐屯（第2条）が明記され、また附属文書（交換公文）において満洲国国防の関東軍・日本軍への委任が取り決められた。

## 議定書による取り決め事項
議定書の調印によって、下記の事項が取り決められた。また同時に補足条約ともいえる書簡の交換も行っている。

### 議定書の内容
この議定書で交わされた約定は主に以下の3点である。
- 満洲国の承認
- 満洲での日本の既得権益の維持（関東州は租借地として引き続き日本が直接統治）
- 共同防衛の名目での関東軍駐屯の了承

### 交換書簡の内容
過去に交わされた下記の文書について、引き続き行使する事。
1.1932年3月10日に満洲国執政（愛新覚羅溥儀）から送付され、5月10日に関東軍司令官（本庄繁）から回答された書簡の件
具体的な内容としては、
- 満洲国の国防は関東軍に委託し、その経費は満洲国が負担する。
- 関東軍が国防上必要とする場合、既設の鉄道、港湾・水路、航空路の管理と新設の工事については、日本もしくは日本指定の機関に委託する。
- 関東軍が必要とする各種の施設について、極力援助を行う。
- 日本人を参与として登用する他、中央・地方の官僚にも日本人を登用するが、その人選は関東軍司令官の推薦とし、解職には関東軍司令官の同意が必要とする（参議の人数については両国協議のうえ増減する）。

の4点。
2.1932年8月7日に満洲国国務総理（鄭）と関東軍司令官（本庄）との間で交わされた、満洲国政府の鉄道、港湾・水路、航空路等の管理並びに二線路の敷設管理に関する協約とそれに基づく附属協定
3.1932年8月7日に満洲国国務総理（鄭）と関東軍司令官（本庄）との間で交わされた、航空会社（満洲航空）設立に関する協定
4.1932年9月9日に満洲国国務総理（鄭）と関東軍司令官（武藤）との間で交わされた、国防上必要な鉱業権の設定に関する協定

## 締結日の日満両国
満洲国執政溥儀は午後2時より午餐会を開き、満洲国側からは鄭や張景恵参議府議長ら35人が、日本側からは武藤や小磯国昭関東軍参謀長ら22人が列席し、武藤の音頭取りにより乾杯し、満洲国の悠久と溥儀の萬歳、両国の親善を祈念した。
日本国内でも各地で慶祝行事が開かれたほか、内田康哉外務大臣がラジオを通じて午後7時25分より、世界に向けて満洲国を承認したことなどを説明した。